# إتش تي سي وايلد فاير إس

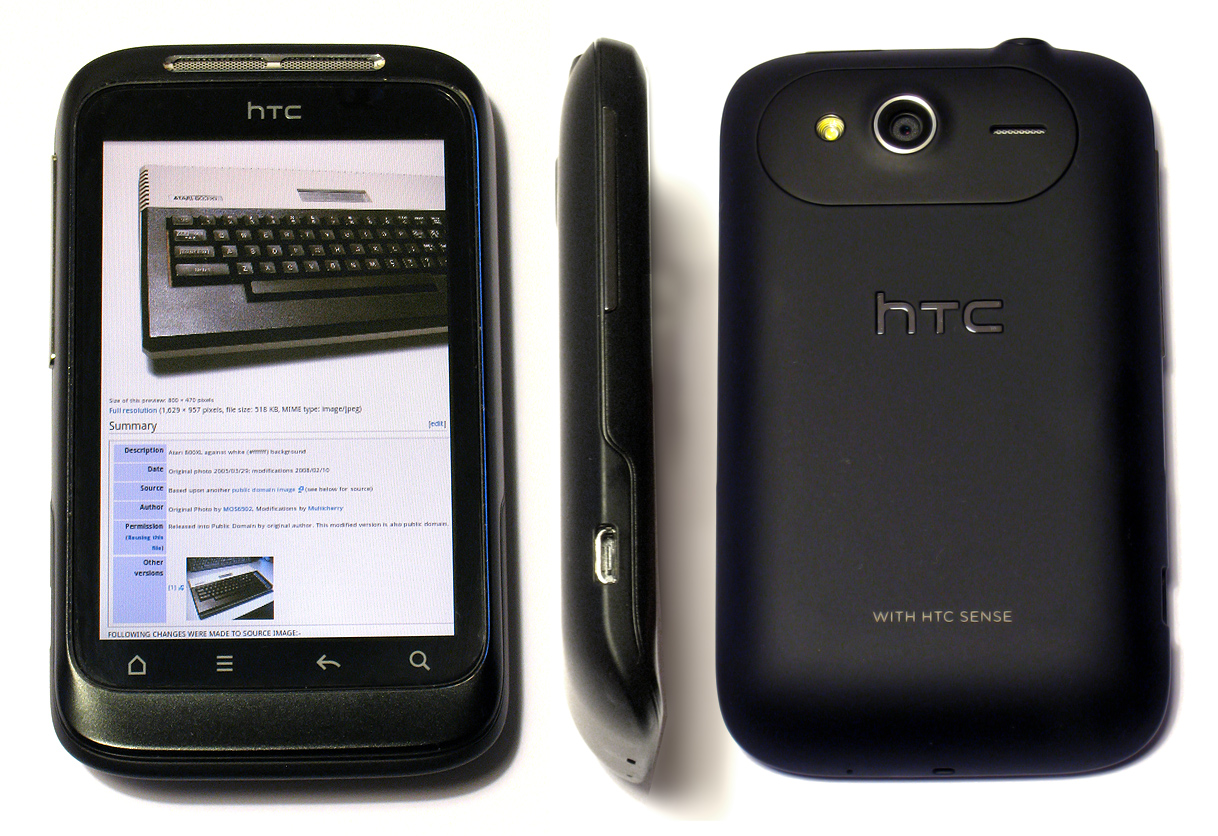
إتش تي سي وايلد فاير إس

إتش تي سي وايلد فاير إس (بالإنجليزية: HTC Wildfire S) هو هاتف محمول ذكي من إتش تي سي يعمل بنظام تشغيل أندرويد، أصدر عام 2011 بنسخة أندرويد 2.3 أو المعروفة ب "خبز الزنجبيل"، لا يتوفر لتحديث رسمي لإصدار الآندرويد، مع واجهة تفاعل HTC Sense، يتمتع بكاميرا بدقة 5 ميغا بيكسل ووحدة معالجة مركزية بتردد 600 ميغا هرتز، متوفر بأربع ألوان أساسية: الأسود، والأبيض، والوردي، والبني.

## سرعة وحدة المعالجة المركزية(CPU)
600 ميجاهرتز

## الوزن
105 جرامات (3.7 أونصة) مع البطارية

## الشاشة
شاشة تعمل باللمس مقاس 3.2 بوصة بدقة 320 × 480 بكسل

## الذاكرة
ذاكرة القراءة فقط (ROM):512 ميجابايت
ذاكرة الوصول العشوائي (RAM): 512 ميجابايت

## فتحة التوسعة
بطاقة ذاكرة microSD™ (متوافقة مع SD 2.0)

## الموصلات
مقبس صوت استيريو 3.5 ملم
منفذ USB صغير قياسي (منفذ USB 2.0 صغير ذو 5 سنًا)
البطارية 2
نوع البطارية: بطارية ليثيوم أيون قابلة لإعادة الشحن
القدرة: 1230 مللي أمبير في الساعة

## مدة التحدث
شبكة WCDMA: حتى 350 دقيقة
شبكة GSM: حتى 430 دقيقة
مدة التشغيل في وضع الاستعداد3:
شبكة WCDMA: حتى 570 ساعة

## النظام الأساسي
نظام التشغيل أندرويد™ مع واجهة المستخدم HTC Sense™

## الكاميرا
كاميرا ألوان بدقة 5 ميجابكسل مزودة بميزة الضبط التلقائي للبؤرة وفلاش

## المستشعرات
مستشعر من الفئة G
بوصلة رقمية
مستشعر التقارب
مستشعر الإضاءة المحيطة
شبكة GSM: حتى 360 ساعة